# Muscar argintiu
Muscarul argintiu (Empidornis semipartitus) este o specie de pasăre paseriforme din familia Muscicapidae. Este singura specie din genul Empidornis, deși uneori este plasată în genul Melaenornis.
Muscarul argintiu are 18 cm lungime și cântărește 22–23 g.

## Galerie

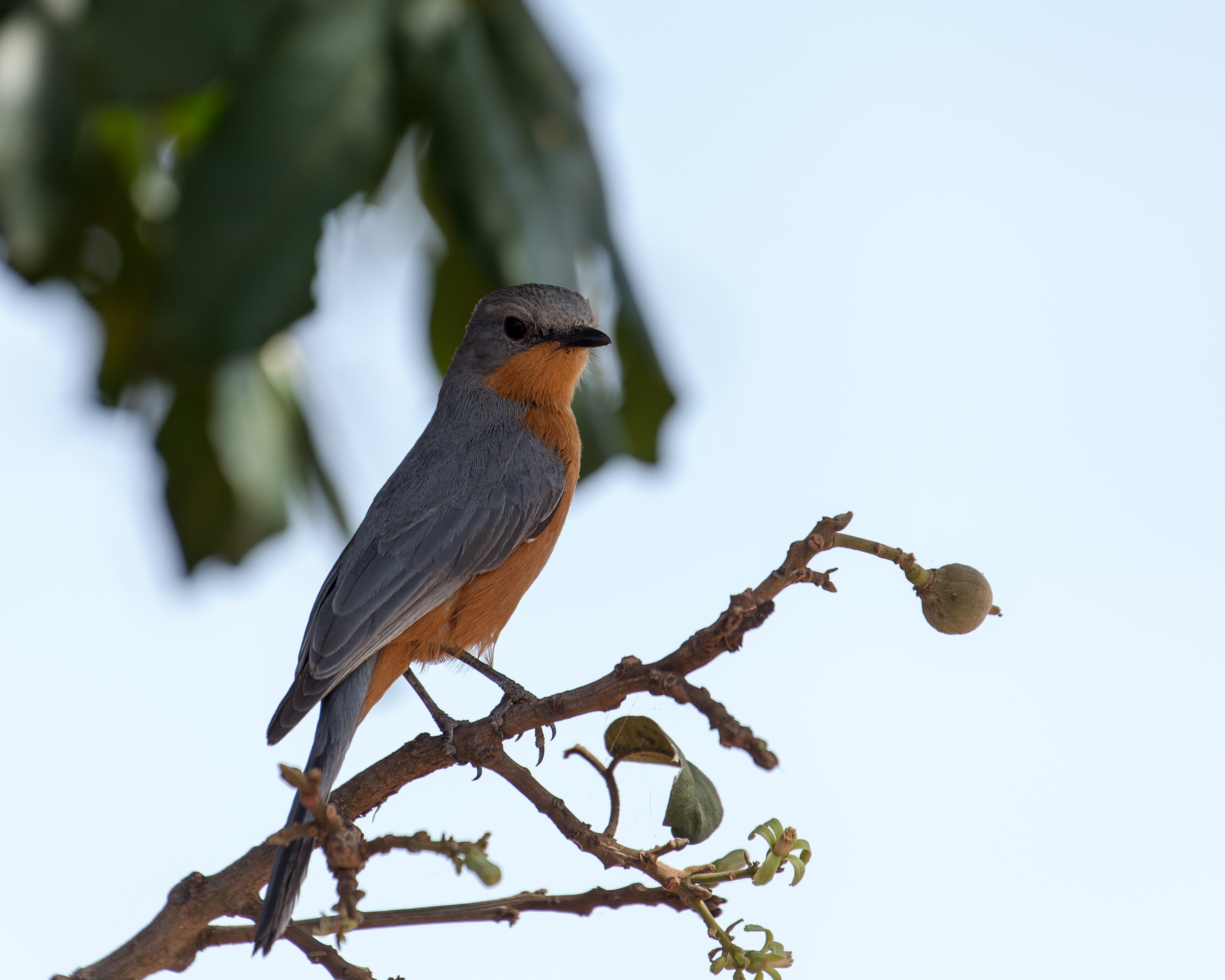
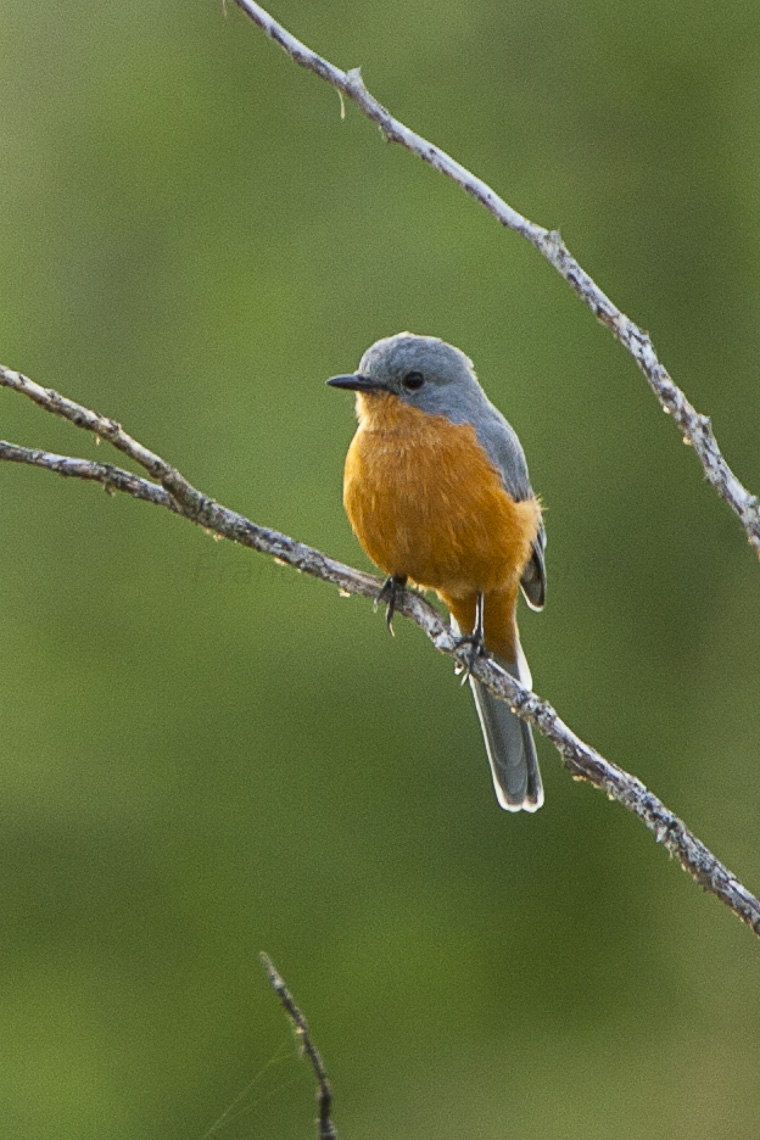
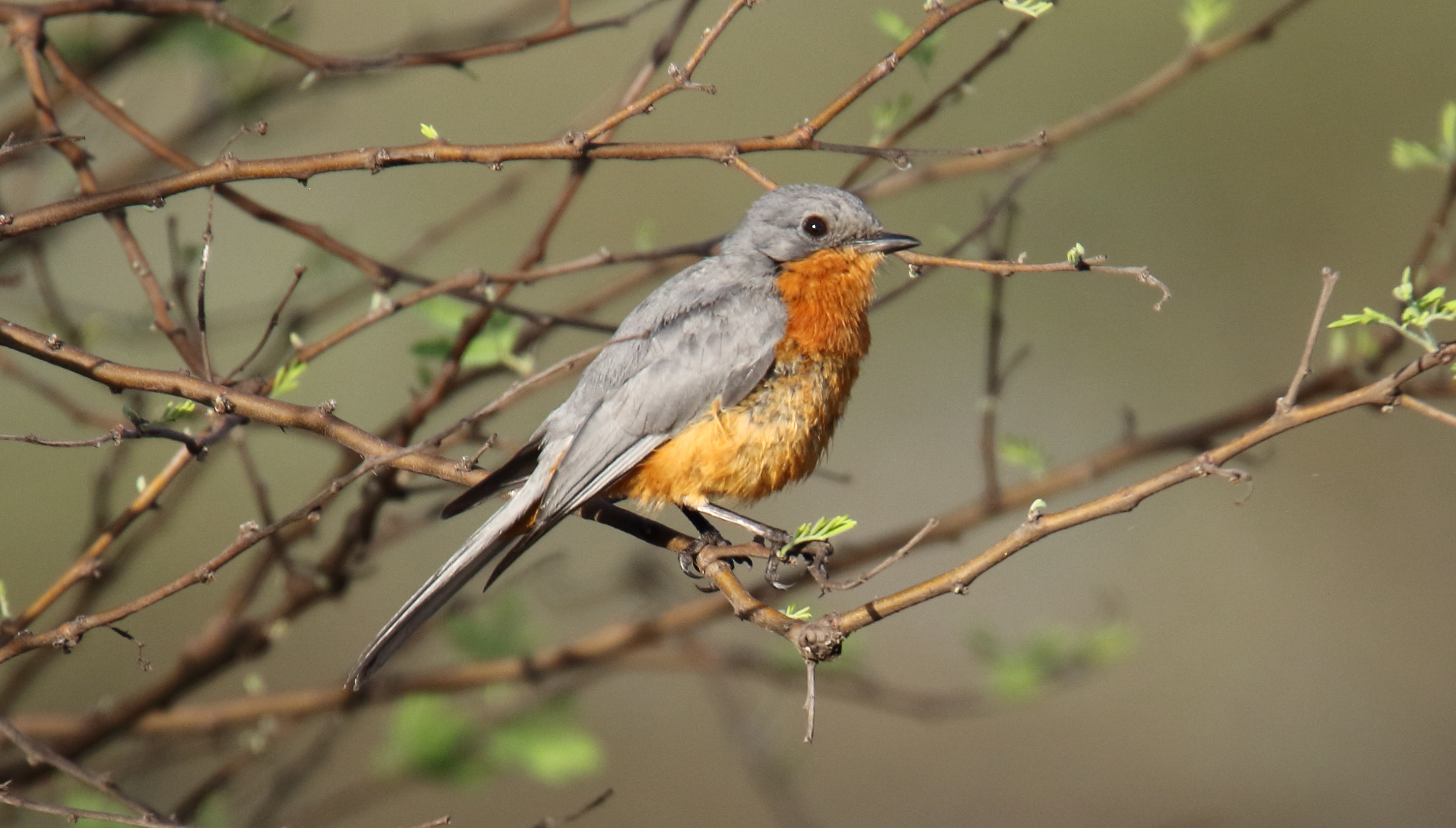